# غنج
الغنج والشكل عبارة عن التدلل. يقال غنجت غنجاً وتغنجت فهي غنجة. وقيل: هو ملاحة العينين.

## علم الغنج
علم الغنج من فروع علم الموسيقى. وهو علم باحث عن كيفية صدور الأفعال الموزونة المهيجة للشوق والميل الطبعي التي تصدر عن العذارى والنسوان الفائقات الجمال المتصفات بالظرف والكمال إذا اقترن الحسن الذاتي بالغنج الطبعي كاملا في الغاية وإن كان الغنج متكلفا أو عرضيا يكون دون الأول لكن كل شيء من المليح مليح وهذا الغنج إن وقع أثناء المباشرة وحال المخالطة والتقبيل وغير ذلك كان محركا لقوة الوقاع وينتفع به العاجزون عن القربان كل الانتفاع وهذا الغنج مرخص في الشرع ويحمد هو من النساء في تلك الحال بل قد تؤجر هي عليه في الجماع الحلال. ونساء العرب مشهورات بين الرجال بحسن الغنج ولطف الدلال يتعلمنه في صغرهن ومثله في مدينة العلوم.

## مصنفات
- شقائق الأترنج في دقائق الغنج للسيوطي.